# Крістоф Баумгартнер
Крістоф Баумгартнер (нім. Christoph Baumgartner; нар. 1 серпня 1999, Горн) — австрійський футболіст, півзахисник німецького клубу «РБ Лейпциг» та національної збірної Австрії.

## Клубна кар'єра
Крістоф Баумгартнер народився 1999 року в місті Горн у Нижній Австрії. Розпочав займатися футболом у місцевій команді «Орн Югенд», пізніше продовжив вдосконалення футбольної майстерності у юнацькій команді клубу «Санкт-Пельтен». З 2017 року Баумгартнер перейшов до юнацької команди німецького клубу «Гоффенгайм 1899». У цьому ж році він дебютував у другій команді «Гоффенгайма», в якій провів два сезони, взявши участь у 18 матчах чемпіонату, та відзначившись 6 забитими м'ячами.
З 2019 року Крістоф Баумгартнер грає в головній команді клубу «Гоффенгайм 1899». Станом на 31 березня 2021 року відіграв за гоффенгаймський клуб 53 матчі в національному чемпіонаті, та відзначився 12 забитими м'ячами.

## Виступи за збірні
У 2015 році Крістоф Баумгартнер дебютував у складі юнацької збірної Австрії віком до 16 років, у юнацьких збірних країни грав до 2018 року, загалом на юнацькому рівні взяв участь у 13 іграх, відзначившись 5 забитими голами.
У 2017 році Баумгартнер залучався до складу молодіжної збірної Австрії, за яку зіграв у 2 офіційних матчах.
4 вересня 2020 року Крістоф Баумгартнер дебютував в офіційних матчах у складі національної збірної Австрії в матчі зі збірною Норвегії у рамках розіграшу Ліги націй УЄФА. на кінець березня 2021 року зіграв у складі збірної 8 матчів, у яких відзначився 2 забитими м'ячами.
В червні 2023 року перейшов до клубу «РБ Лейпциг». Сума трансферу склала 24 мільйони євро.
| Дата       | Місто                  | Господарі         | Результат | Гості             | Турнір                               | Голи | Примітки |
| ---------- | ---------------------- | ----------------- | --------- | ----------------- | ------------------------------------ | ---- | -------- |
| 4-9-2020   | Осло                   | Норвегія          | 1 – 2     | Австрія           | Ліга націй УЄФА 2020-2021 - 1-й етап | -    | 86'      |
| 7-9-2020   | Відень                 | Австрія           | 2 – 3     | Румунія           | Ліга націй УЄФА 2020-2021 - 1-й етап | 1    |          |
| 7-10-2020  | Клагенфурт-ам-Вертерзе | Австрія           | 2 – 1     | Греція            | товариський матч                     | -    | 46'      |
| 11-10-2020 | Белфаст                | Північна Ірландія | 0 – 1     | Австрія           | Ліга націй УЄФА 2020-2021 - 1-й етап | -    |          |
| 14-10-2020 | Плоєшті                | Румунія           | 0 – 1     | Австрія           | Ліга націй УЄФА 2020-2021 - 1-й етап | -    | 55'      |
| 25-3-2021  | Глазго                 | Шотландія         | 2 – 2     | Австрія           | Відбір до ЧС 2022                    | -    |          |
| 28-3-2021  | Відень                 | Австрія           | 3 – 1     | Фарерські острови | Відбір до ЧС 2022                    | 1    | 76'      |
| 31-3-2021  | Відень                 | Австрія           | 0 – 4     | Данія             | Відбір до ЧС 2022                    | -    |          |
| Усього     |                        | Матчів            | 8         |                   | Голів                                | 2    |          |